# Wilfred Burns
Wilfred Burns pseudonym för Bernard Wilfred Harris, född 28 juni 1917 i Herefordshire, död 25 september 1990 i West Clandon, Surrey, England, var en engelsk kompositör som komponerat delar av musiken till vissa svenska filmer.

## Filmmusik (urval)
- 1969 - Ådalen 31 (delvis)
- 1957 - Klarar Bananen Biffen? (delvis)
- 1956 - Åsa-Nisse flyger i luften (delvis)
- 1955 – Kärlek på turné
- 1954 - Gula divisionen (delvis)
- 1954 - En natt på Glimmingehus (delvis)
- 1953 - Flickan från Backafall (delvis)
- 1949 - Kuckelikaka (delvis)